# 453 (číslo)
Čtyři sta padesát tři je přirozené číslo. Následuje po číslu čtyři sta padesát dva a předchází číslu čtyři sta padesát čtyři. Římskými číslicemi se zapisuje CDLIII a řeckými číslicemi υνγ.

## Matematika
453 je:
- Deficientní číslo
- Složené číslo
- Nešťastné číslo

## Astronomie
- (453) Tea je planetka hlavního pásu, kterou objevil v roce 1900 Auguste Charlois

## Roky
- 453
- 453 př. n. l.